# Chelyocarpus
Chelyocarpus es un género con cuatro especies de plantas con flores perteneciente a la familia  de las palmeras (Arecaceae).  
Es originario del oeste de Sudamérica y norte de Brasil.

## Taxonomía
El género fue descrito por Carl Lebrecht Udo Dammer y publicado en Notizblatt des Botanischen Gartens und Museums zu Berlin-Dahlem 7: 51[395]. 1920.
Etimología
Chelyocarpus: nombre genérico que deriva de las palabras griegas chelys = tortuga, y carpos = fruto, en referencia a la superficie agrietada de la fruta que se asemeja al caparazón de una tortuga.

## Especies
- Chelyocarpus chuco (Mart.) H.E.Moore (1972).
- Chelyocarpus dianeurus (Burret) H.E.Moore (1972).
- Chelyocarpus repens F.Kahn & K.Mejia (1988).
- Chelyocarpus ulei Dammer (1920).